# Угузево (Бирский район)
Угузево (баш. Үгеҙ) — село в Бирском районе Республики Башкортостан Российской Федерации. Административный центр Угузевского сельсовета.

## География
Расстояние до:
- районного центра (Бирск): 25 км,
- ближайшей ж/д станции (Уфа): 60 км.

## Население
| 2002 | 2009 | 2010 |
| ---- | ---- | ---- |
| 411  | ↗474 | ↘414 |

### Национальный состав
Согласно переписи 2002 года, преобладающие национальности — башкиры (54 %), татары (34 %).

## Транспорт
Через село проходит автомобильная дорога межмуниципального значения 80К-029 Уфа — Бирск — Янаул.